# Ginnastica ai Giochi della XXVIII Olimpiade
Le gare di ginnastica ai Giochi della XXVIII Olimpiade si svolsero dal 14 al 29 agosto 2004 presso l'O.A.K.A. Olympic Indoor Hall, per quanto riguarda la ginnastica artistica ed il trampolino, ed il Galatsi Olympic Hall, per la ginnastica ritmica, di Atene.

## Qualificazioni
Le gare di qualificazione sono servite per stabilire i finalisti dei concorsi e di tutte le prove individuali:
- Qualificazioni maschili
- Qualificazioni femminili

## Podi

### Uomini
| Evento                           | Oro                                                                                                   | Perform. | Argento                                                                                | Perform. | Bronzo | Perform. |
| Ginnastica artistica             | |          |                                                                                        |          | |          |
| Concorso individuale (dettagli)  | Paul Hamm                                                                                             | 57.823   | Kim Dae-eun                                                                            | 57.811   | Yang Tae-young                                                                                                 | 57.774   |
| Concorso a squadre (dettagli)    | Giappone Takehiro Kashima Hisashi Mizutori Daisuke Nakano Hiroyuki Tomita Naoya Tsukahara Isao Yoneda | 173.821  | Stati Uniti Jason Gatson Morgan Hamm Paul Hamm Brett McClure Blaine Wilson Guard Young | 172.933  | Romania Marian Drăgulescu Ilie Daniel Popescu Dan Nicolae Potra Răzvan Șelariu Ioan Silviu Suciu Marius Urzică | 172.384  |
| Corpo libero (dettagli)          | Kyle Shewfelt                                                                                         | 9.787    | Marian Drăgulescu                                                                      | 9.787    | Jordan Jovčev                                                                                                  | 9.775    |
| Cavallo con maniglie (dettagli)  | Haibin Teng                                                                                           | 9.837    | Marius Urzică                                                                          | 9.825    | Takehiro Kashima                                                                                               | 9.787    |
| Anelli (dettagli)                | Dimosthenis Tampakos                                                                                  | 9.862    | Jordan Jovčev                                                                          | 9.850    | Jury Chechi | 9.812    |
| Volteggio (dettagli)             | Gervasio Deferr                                                                                       | 9.737    | Jevgēņijs Saproņenko                                                                   | 9.706    | Marian Drăgulescu                                                                                              | 9.612    |
| Parallele simmetriche (dettagli) | Valerij Hončarov                                                                                      | 9.787    | Hiroyuki Tomita                                                                        | 9.775    | Li Xiaopeng | 9.762    |
| Sbarra (dettagli)                | Igor Cassina                                                                                          | 16.250   | Paul Hamm                                                                              | 16.175   | Isao Yoneda | 15.875   |
| Trampolino elastico              | |          |                                                                                        |          | |          |
| Individuale (dettagli)           | Jurij Nikitin                                                                                         | 41.50    | Aleksandr Moskalenko                                                                   | 41.20    | Henrik Stehlik                                                                                                 | 40.80    |

### Donne
| Evento                            | Oro | Perform. | Argento                                                                                                | Perform. | Bronzo | Perform. |
| Ginnastica artistica              | |          | |          | |          |
| Concorso individuale (dettagli)   | Carly Patterson                                                                                        | 63.325   | Svetlana Chorkina                                                                                      | 62.725   | Zhang Nan | 62.650   |
| Concorso a squadre (dettagli)     | Romania Oana Ban Alexandra Eremia Cătălina Ponor Monica Roșu Nicoleta Daniela Șofronie Silvia Stroescu | 114.283  | Stati Uniti Mohini Bhardwaj Annia Hatch Terin Humphrey Courtney Kupets Courtney McCool Carly Patterson | 113.584  | Russia Ljudmila Ežova Svetlana Chorkina Marija Krjučkova Anna Pavlova Elena Zamolodčikova Natal'ja Ziganšina    | 113.235  |
| Corpo libero (dettagli)           | Cătălina Ponor                                                                                         | 9.750    | Nicoleta Daniela Șofronie                                                                              | 9.562    | Patricia Moreno                                                                                                 | 9.487    |
| Volteggio (dettagli)              | Monica Roșu                                                                                            | 9.656    | Annia Hatch                                                                                            | 9.481    | Anna Pavlova | 9.475    |
| Parallele asimmetriche (dettagli) | Émilie Le Pennec                                                                                       | 9.687    | Terin Humphrey                                                                                         | 9.662    | Courtney Kupets                                                                                                 | 9.637    |
| Trave d'equilibrio (dettagli)     | Cătălina Ponor                                                                                         | 9.787    | Carly Patterson                                                                                        | 9.775    | Alexandra Eremia                                                                                                | 9.700    |
| Ginnastica ritmica                | |          | |          | |          |
| Individuale (dettagli)            | Alina Kabaeva                                                                                          | 108.400  | Irina Čaščina                                                                                          | 107.325  | Hanna Bezsonova                                                                                                 | 106.700  |
| A squadre (dettagli)              | Russia Olesja Belugina Ol'ga Glackich Tat'jana Kurbakova Natal'ja Lavrova Elena Murzina Elena Posevina | 51.100   | Italia Elisa Blanchi Fabrizia D'Ottavio Marinella Falca Daniela Masseroni Elisa Santoni Laura Vernizzi | 49.450   | Bulgaria Zhaneta Ilieva Eleonora Kežova Zornitsa Marinova Kristina Ranguelova Galina Tančeva Vladislava Tančeva | 48.600   |
| Trampolino elastico               | |          | |          | |          |
| Individuale (dettagli)            | Anna Dogonadze                                                                                         | 39.60    | Karen Cockburn                                                                                         | 39.20    | Huang Shanshan                                                                                                  | 39.00    |

## Medagliere
| Pos. | Paese         | Oro | Argento | Bronzo | Totale |
| ---- | ------------- | --- | ------- | ------ | ------ |
| 1    | Romania       | 4   | 3       | 3      | 10     |
| 2    | Stati Uniti   | 2   | 6       | 1      | 9      |
| 3    | Russia        | 2   | 3       | 2      | 7      |
| 4    | Ucraina       | 2   | 0       | 1      | 3      |
| 5    | Giappone      | 1   | 1       | 2      | 4      |
| 6    | Italia        | 1   | 1       | 1      | 3      |
| 7    | Canada        | 1   | 1       | 0      | 2      |
| 8    | Cina          | 1   | 0       | 3      | 4      |
| 9    | Germania      | 1   | 0       | 1      | 2      |
| 9    | Spagna        | 1   | 0       | 1      | 2      |
| 11   | Grecia        | 1   | 0       | 0      | 1      |
| 11   | Francia       | 1   | 0       | 0      | 1      |
| 13   | Bulgaria      | 0   | 1       | 2      | 3      |
| 14   | Corea del Sud | 0   | 1       | 1      | 2      |
| 15   | Lettonia      | 0   | 1       | 0      | 1      |